# Onciale 096
L'Onciale 096 (numerazione Gregory-Aland; "α 1004" nella numerazione Soden), è un codice manoscritto onciale del Nuovo Testamento, in lingua greca, datato paleograficamente al VII secolo.

## Descrizione
Il codice è composto da 2 spessi fogli di pergamena di 290 per 220 mm, contenenti brani il testo degli Atti degli Apostoli (2,6-17; 26,7-18). Il testo è su una sola colonna per pagina e 26 linee per colonna.
Si tratta di un palinsesto, il testo fu cancellato nel X secolo.

### Critica testuale
Il testo del codice è rappresentativo del tipo testuale alessandrino. Kurt Aland lo ha collocato nella Categoria III.

## Storia
Il codice è conservato alla Biblioteca nazionale russa (Gr. 19) a San Pietroburgo.